# Bolivia i olympiska vinterspelen 2022
Bolivia deltog i de olympiska vinterspelen 2022 som ägde rum i Peking i Kina mellan den 4 och 20 februari 2022.
Bolivias lag bestod av två manliga idrottare som tävlade i två sporter. Simon Breitfuss Kammerlander var landets fanbärare vid öppningsceremonin. En volontär var fanbärare vid avslutningsceremonin.

## Alpin skidåkning
Bolivia kvalificerade en manlig alpin skidåkare till OS.
| Idrottare                    | Gren                | Åk 1 | Åk 1      | Åk 2 | Åk 2      | Totalt  | Totalt    |
| Idrottare                    | Gren                | Tid  | Placering | Tid  | Placering | Tid     | Placering |
| ---------------------------- | ------------------- | ---- | --------- | ---- | --------- | ------- | --------- |
| Simon Breitfuss Kammerlander | Herrarnas störtlopp | i.u. | i.u.      | i.u. | i.u.      | 1.48,26 | 34        |
| Simon Breitfuss Kammerlander | Herrarnas super-G   | i.u. | i.u.      | i.u. | i.u.      | DNF     | DNF       |

## Längdskidåkning
Bolivia kvalificerade en manlig längdåkare till OS.
Distans
| Idrottare            | Gren                          | Klassisk stil | Klassisk stil | Fristil | Fristil   | Final   | Final    | Final     |
| Idrottare            | Gren                          | Tid           | Placering     | Tid     | Placering | Tid     | Diff.    | Placering |
| -------------------- | ----------------------------- | ------------- | ------------- | ------- | --------- | ------- | -------- | --------- |
| Timo Juhani Grönlund | Herrarnas 15 km klassisk stil | i.u.          | i.u.          | i.u.    | i.u.      | 49.27,0 | +11.32,2 | 89        |